# ワールドキャビン
株式会社WORLD CABIN（ワールドキャビン）は、東京都に本拠地を置いていた貸切バス専業のバス事業者である。

## 概要
2005年に免税店「ALEXANDER&SUN」の子会社として設立された。貸切バス事業参入後の歴史こそ浅いが、拠点拡大と共に保有台数を増やしていき、近年増加するインバウンド輸送専門事業者としては国内大手の事業者となった。

## 沿革
- 2005年6月 - 大阪府泉佐野市にて事業開始。
- 2007年6月 - 増車に伴い、大阪府羽曳野市に移転。翌7月、千葉営業所を開設。ヒョンデ・ユニバースを初導入する。
- 2013年12月 - 名古屋営業所を開設。
- 2014年12月 - 東京営業所を開設。
- 2015年3月 - 第三種旅行業登録。同年6月、福岡営業所を開設。
- 2016年
  - 6月 - 福岡営業所を移転。
  - 11月 - 東京都より、前年に手配代行業者として届出運賃の下限額を下回る運賃・料金及び区域外運送となるバスを手配したとして、旅行業法に基づく業務改善命令（行政処分）を受けた[1]
- 2017年3月 - ハイヤー事業に参入。同年7月、第二種旅行業登録。
- 2019年
  - 5月24日 - ワールドキャビンのバスが、滋賀県草津市の名神高速道路草津ジャンクション付近で乗用車（ワンボックス車）に追突、さらにその前方の車2台も巻き込む玉突き事故となり、死亡1人、重体1人、その他負傷者15人を出し、運転手が自動車の運転により人を死傷させる行為等の処罰に関する法律違反（過失致死傷）の現行犯で逮捕された[2][3]。
  - 9月 - 長崎市内を通る国道206号において、ワールドキャビンのバスが炎上。乗客はおらず、運転手はバスより避難した。
- 2022年
  - 7月1日 - 親会社ALEXANDER&SUNに合併し解散。ALEXANDER&SUNグループのバス事業としては、ザ・オリエンタルバスにて再開。

## 事業所
- 本社
  - 東京都新宿区新宿5丁目17-11
- 大阪営業所
  - 大阪府羽曳野市向野3丁目2-21
- 大阪東営業所
  - 大阪府八尾市神武町1-81
- 東京営業所
  - 東京都足立区保木間1丁目7-9
- 千葉営業所
  - 千葉県香取郡多古町十余三281-14
- 名古屋営業所
  - 愛知県あま市七宝町下田江東本町29-2 コーポ成田203号
- 福岡営業所
  - 福岡県糟屋郡久山町久原3259-3
- 宮古島営業所
  - 沖縄県宮古島市平良下里3107-132

## 車両
会社設立初期は大宇自動車（現韓国GM）製を導入。後に親会社のALEXANDER&SUNがヒョンデ・ユニバース正規輸入代理店になったこともあり、他社からの移籍で導入された国産車が僅かに存在する以外はほぼ同車で統一されていた。会社合併に伴う解散後、ザ・オリエンタルバスに継承された車両も存在する。

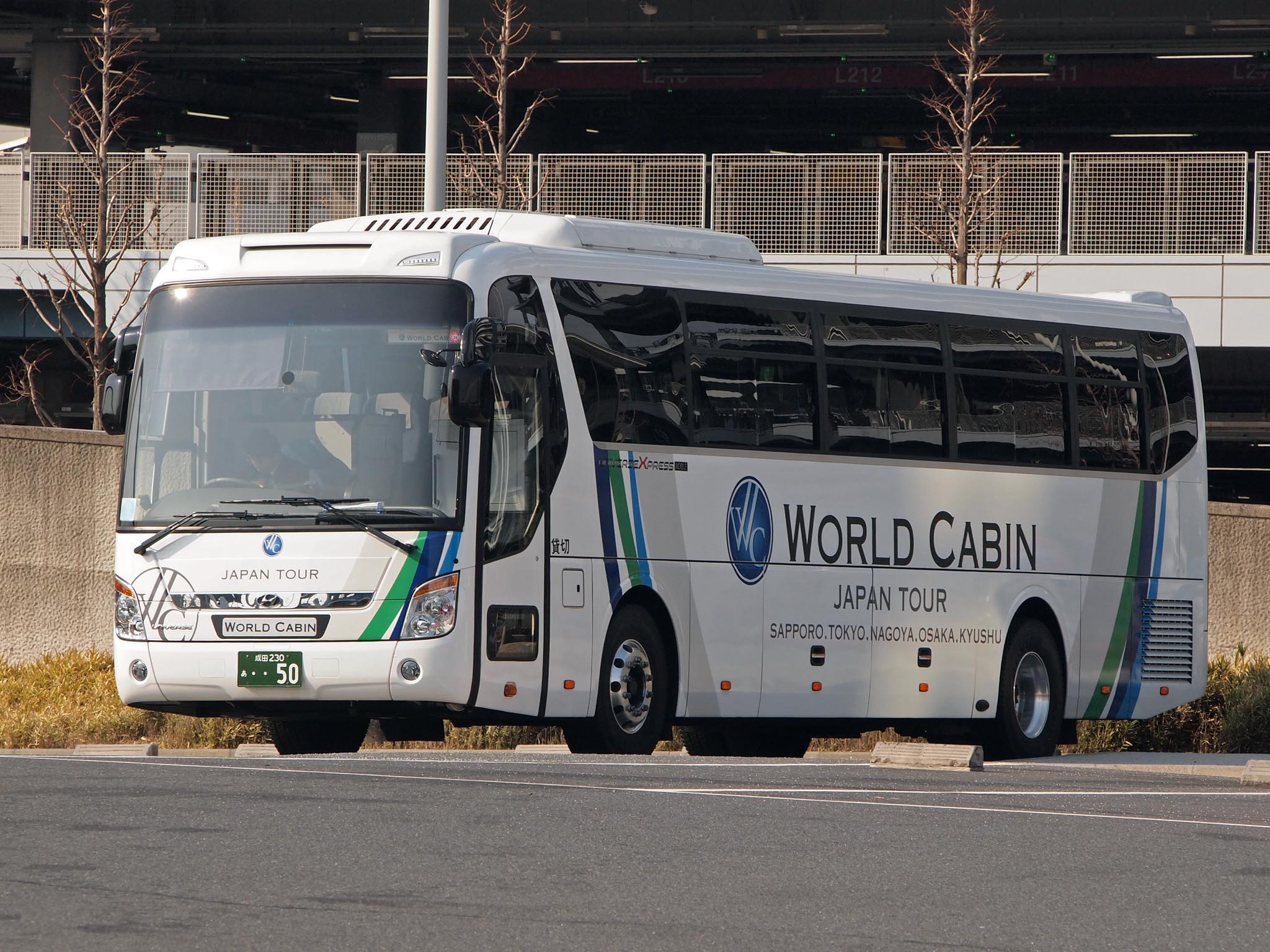
ヒョンデ・ユニバース
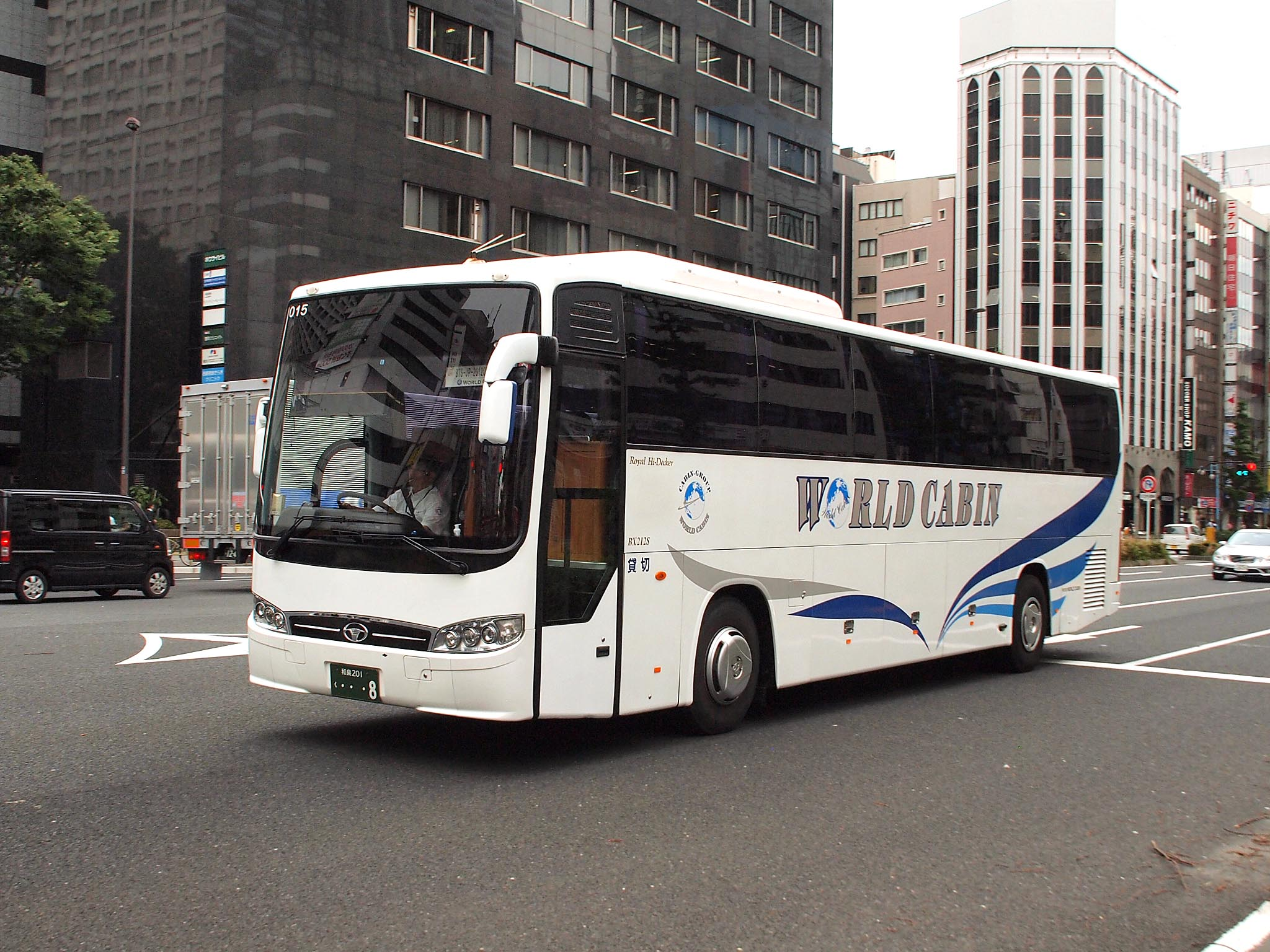
初期に導入された大宇BX212